# Leopold Josef Daun
Grof Leopold Josef Daun, knez Thianski, avstrijski feldmaršal, * 24. september 1705, Dunaj, † 5. februar 1766.
Kot glavni avstrijski vojskovodja se je izkazal v avstrijski nasledstveni in sedemletni vojni. V sklopu reform, ki jih je predlagal Mariji Tereziji, je ustanovil tudi Terezijansko vojaško akademijo.
Leta 1762 je postal predsednik Hofkriegsrata.